# Ryszard Brol
Ryszard Brol (ur. 1949 r. w Zbylutowie) – polski ekonomista, specjalizujący się w gospodarce lokalnej oraz polityce regionalnej; nauczyciel akademicki związany z Uniwersytetem Ekonomicznym we Wrocławiu; samorządowiec - starosta karkonoski w latach 1999-2002.

## Życiorys
Urodził się w 1949 roku w Zbylutowie, w powiecie lwóweckim na Dolnym Śląsku, dokąd przeprowadziła się jego rodzina po zakończeniu II wojny światowej. Podjął studia na kierunku ekonomika przemysłu w Wyższej Szkole Ekonomicznej we Wrocławiu, które ukończył w 1971 roku. Pięć lat później na swojej macierzystej uczelni uzyskał stopień naukowy doktora nauk ekonomicznych. Jeszcze w tym samym 1976 roku odbył staż naukowy w Wyższej Szkole Ekonomicznej w Bańskiej Bystrzycy w Czechosłowacji. W 1977 roku otrzymał za swoją działalność naukową Nagrodę Ministra Administracji, Gospodarki Terenowej i Ochrony Środowiska. W 1997 roku Rada Wydziału Gospodarki Narodowej Akademii Ekonomicznej im. Oskara Langego we Wrocławiu nadała mu stopień naukowy doktora habilitowanego nauk ekonomicznych w zakresie ekonomii o specjalności polityka regionalna na podstawie rozprawy nt. Procesy urbanizacji wsi polskiej. Obecnie zajmuje stanowisko profesora nadzwyczajnego na wrocławskiej uczelni ekonomicznej w Katedrze Gospodarki Regionalnej Wydziału Ekonomii, Zarządzania i Turystyki.
Na swojej macierzystej uczelni pełnił szereg ważnych funkcji organizacyjnych. Od 2002 roku jest członkiem jej senatu. W latach 2002–2008 pełnił funkcję dziekana Wydziału Gospodarki Regionalnej i Turystyki, mieszczącego się w Jeleniej Górze. Od 2008 do 2012 roku kierował na tamtejszym wydziale studiami doktoranckimi. W 2008 roku objął także stanowisko kierownika Zakładu Gospodarki Lokalnej w Katedrze Gospodarki Regionalnej. Od 2012 roku piastuje urząd prorektora do spraw rozwoju i promocji uczelni Uniwersytetu Ekonomicznego we Wrocławiu.
Poza działalnością uczelnianą na Uniwersytecie Ekonomicznym Ryszard Brol angażuje się żywo w sprawy lokalne ziemi jeleniogórskiej oraz pogranicza polsko-czeskiego. W latach 1999–2002 sprawował funkcję pierwszego od 1975 roku starosty reaktywowanego powiatu karkonoskiego. 

## Dorobek naukowy
Ryszard Brol prowadzi badania z zakresu gospodarki regionalnej,gospodarki lokalnej, ekonomiki miasta oraz gospodarki samorządowej. Realizował jako kierownik bądź główny wykonawca 11 projektów badawczych, w tym m.in. na zlecenie Głównego Urzędu Statystycznego, Komitetu Badań Naukowych, Narodowego Centrum Badań i Rozwoju oraz 32 projekty badawczo-wdrożeniowe na rzecz samorządów terytorialnych. Wypromował do tej pory 8 doktorów. Jest autorem ponad 120 publikacji. Do najważniejszych z nich należą:
- Gospodarka lokalna, Wrocław 1995.
- Taksonomia struktur w badaniach regionalnych, Wrocław 1998.
- Strategia rozwoju lokalnego: projekt pilotażowy - Lądek Zdrój, Warszawa 1998.
- Zarządzanie rozwojem lokalnym: studium przypadków, Wrocław 1998.
- Ekonomika i zarządzanie miastem, Wrocław 2001.
- Metody oceny rozwoju regionalnego, Wrocław 2006.